# 1951年オーストラリア選手権 (テニス)
1951年 オーストラリア選手権（1951ねんオーストラリアせんしゅけん、1951 Australian Championships）に関する記事。オーストラリア・シドニー市内にある「ホワイトシティ・テニスクラブ」にて開催。

## 概要
ディック・サビットがオーストラリア選手権では1938年以来13年ぶりとなるオーストラリア人以来の優勝を果たした。

## 大会の流れ
- 男子シングルスは「32名」の選手による5回戦制で行われ、シード選手は10名であった。
- 女子シングルスは「31名」の選手による5回戦制で行われた。シード選手は8名で、第2シード（ジョイス・フィッチ）のみ「1回戦不戦勝」（抽選表では“Bye”と表示）があった。

## シード選手

### 男子シングルス
1. フランク・セッジマン　（ベスト4）
2. ケン・マグレガー　（準優勝）
3. アーサー・ラーセン　（ベスト4）
4. ディック・サビット　（初優勝）
5. ビル・シッドウェル　（2回戦）
6. ジョン・ブロムウィッチ　（ベスト8）
7. メルビン・ローズ　（ベスト8）
8. ジョージ・ワーシントン　（ベスト8）
9. エイドリアン・クイスト　（ベスト8）
10. ドン・キャンディ　（2回戦）

### 女子シングルス
1. ナンシー・ウィン・ボルトン　（優勝、3年ぶり6度目）
2. ジョイス・フィッチ　（ベスト4）
3. テルマ・コイン・ロング　（準優勝）
4. メアリー・ベヴィス・ホートン　（ベスト8）
5. エズミ・アシュフォード　（ベスト4）
6. ネル・ホール・ホップマン　（ベスト8）
7. サディー・ニューカム　（2回戦）
8. ベリル・ペンローズ　（ベスト8）

## 大会経過

### 男子シングルス
準々決勝
- フランク・セッジマン vs.  ジョージ・ワーシントン　6-2, 7-5, 6-0
- ディック・サビット vs.  ジョン・ブロムウィッチ　6-4, 6-3, 6-1
- アーサー・ラーセン vs.  メルビン・ローズ　6-2, 3-6, 5-7, 6-4, 6-2
- ケン・マグレガー vs.  エイドリアン・クイスト　8-6, 6-2, 7-5

準決勝
- ディック・サビット vs.  フランク・セッジマン　2-6, 7-5, 1-6, 6-3, 6-4
- ケン・マグレガー vs.  アーサー・ラーセン　11-9, 6-2, 5-7, 6-1

### 女子シングルス
準々決勝
- ナンシー・ウィン・ボルトン vs.  ベリル・ペンローズ　8-6, 6-2
- エズミ・アシュフォード vs.  メアリー・ベヴィス・ホートン　6-1, 4-6, 6-3
- テルマ・コイン・ロング vs.  ネル・ホール・ホップマン　6-2, 6-1
- ジョイス・フィッチ vs.  クレア・プロクター　4-6, 6-1, 6-3

準決勝
- ナンシー・ウィン・ボルトン vs.  エズミ・アシュフォード　6-1, 6-0
- テルマ・コイン・ロング vs.  ジョイス・フィッチ　6-8, 6-4, 6-2

## 決勝戦の結果
- 男子シングルス： ディック・サビット vs.  ケン・マグレガー　6-3, 2-6, 6-3, 6-1
- 女子シングルス： ナンシー・ウィン・ボルトン vs.  テルマ・コイン・ロング　6-1, 7-5
- 男子ダブルス： フランク・セッジマン＆ ケン・マグレガー vs.  エイドリアン・クイスト＆ ジョン・ブロムウィッチ　11-9, 2-6, 6-3, 4-6, 6-3
- 女子ダブルス： ナンシー・ウィン・ボルトン＆ テルマ・コイン・ロング vs.  メアリー・ベヴィス・ホートン＆ ジョイス・フィッチ　6-2, 6-1
- 混合ダブルス： ジョージ・ワーシントン＆ テルマ・コイン・ロング vs.  ジャック・メイ＆ クレア・プロクター　6-4, 3-6, 6-2